# Chùa Cổ Loa
Chùa Cổ Loa (古螺寺) có tên khác là Chùa Bảo Sơn (寶山寺) nằm ở xã Cổ Loa, huyện Đông Anh, thành phố Hà Nội. Ngôi chùa nằm trong khu di tích Cổ Loa, thuộc hệ phái Bắc tông. Chùa còn giữ được những bức cốn tứ linh thế kỷ 19, 134 pho tượng có giá trị nghệ thuật bài trí ở chánh điện, hậu cung, hành lang và nhà Mẫu. Chùa còn có 5 tấm bia đá từ thế kỷ 17 đến thế kỷ 19, hai đại hồng chung đúc vào năm Gia Long thứ 2 (1803), một khánh đồng và nhiều pháp khí có giá trị khác.
Năm 1993, chùa đã được Bộ Văn hóa – Thông tin công nhận là Di tích lịch sử – văn hóa quốc gia.

## Vị trí địa lý
Chùa Bảo Sơn toạ lạc tại thôn Cổ Loa, xã Cổ Loa, huyện Đông Anh, Hà Nội, nằm trong khuôn viên quần thể khu di tích Cổ Loa. Cách BĐX Bờ Hồ: 14 km (hướng 1h).
Trạm bus lân cận: bến xe Cổ Loa (xe 46), Km5 trên quốc lộ QL3 (xe 17).

## Tên gọi
Chùa có tên chữ là Bảo Sơn Tự, gọi theo tên địa danh là chùa Cổ Loa.

## Lược sử
Chùa nằm ngay sau lưng đình Ngự Triều Di Quy và am Mỵ Châu trong khu di tích Cổ Loa, nơi các nhà khảo cổ học tìm thấy trống Đông Sơn và các mũi tên đồng với nhiều dấu vết của một đô thị cách nay hơn hai thiên niên kỷ. Đây cũng là nơi sinh ra truyền thuyết về toà thành đất hình xoáy ốc của Vương quốc Âu Lạc do vua Thục Phán xây nên với sự giúp đỡ của thần Kim Quy, về bi kịch của tướng Cao Lỗ và cái chết của Trọng Thủy trước nỗi oan của nàng Mỵ Châu ngây thơ để mất cái lẫy nỏ thần.
Căn cứ theo cách bài trí tượng và số tháp mộ của các vị sư trụ trì đã quá cố, ta có thể thấy chùa Bảo Sơn thuộc về hệ phái Phật giáo Bắc Tông và được lập từ lâu đời. Các bia đá cổ trong chùa cho phép xác định chùa ít nhất có từ thế kỷ XVII. Hiện nay chùa do một ni cô trụ trì và mới đây đã được trùng tu khang trang cùng với toàn bộ khu di tích Cổ Loa.

## Kiến trúc

### Tổng quan
Chùa Cổ Loa có bố cục mặt bằng tổng thể theo kiểu "Nội công ngoại quốc" gồm nhiều toà nhà có sự liên kết với nhau: Điện thờ Phật ở chính giữa, phía trước là tiền đường, phía sau Phật điện là nhà Tổ, hai bên là hai hành lang nối liền từ Tiền đường với khu nhà Tổ. Riêng Tiền đường liên kết với Thượng điện, tạo thành một kiến trúc theo kiểu chữ "Đinh". Phần Thượng điện không liền mái với hành lang và nhà Tổ mà cách nhau chừng một mét. Nhà tổ được làm theo hướng bắc, quay ra sân sau, từ đây có thể đi ra cổng phụ, phía đông chùa.
Khu vực phía sau có cốt nền thấp hơn nếu so với nhà Tổ và Thượng điện. Tại đây có Tam quan - gác chuông được xây dựng chỉ cách đây khoảng 50 năm, theo hướng bắc, quay ra phía vườn, ao sau chùa. Hai bên sân, gần sát dãy tường rào là hai kiến trúc dùng làm nơi ở và tiếp khách của nhà chùa.
Các kiến trúc của chùa Cổ Loa được làm bằng gỗ theo thể thức truyền thống với bộ khung gỗ, mái lợp ngói ta kiểu "Mũi hài". Các góc đao cong trên kiến trúc chính có tường bao phía ngoài, ở hai bên hành lang và ba mặt toà Thượng điện.
Kết cấu các bộ vì kèo gỗ của các toà nhà Tiền đường, Thượng điện và nhà Tổ theo kiểu "Thượng chồng rường giá chiêng, hạ kẻ bẩy", với bốn hàng chân cột. Các bộ vì của hành lang, đơn giản hơn và chỉ có hai hàng cột.

### Tiền đường
Toà Tiền đường có 5 gian 2 dĩ, phần khung mái đấu nối với Thượng điện ở đoạn giữa, mặt trước các gian chính là dãy cửa bức bàn được làm theo kiểu "Thượng song, hạ bản". Hai đầu nối với tường hồi được xây bịt và có ô cửa thông gió ở nơi tường hồi hai dãy hành lang. Tên chùa "Bảo Sơn Tự" bằng chữ Hán được đắp trong khuôn bức đại tự kiểu Tam cấp phía trên, chính giữa bờ nóc mái.

### Nhà Tổ
Toà nhà Tổ phía sau thượng điện, cũng có kết cấu và bố cục mặt bằng như Tiền đường, chỉ khác ở hướng chính với dãy cửa bức bàn, quay về phía bắc hai bên hành lang, mỗi bên 6 gian, đấu mái với tiền tế và nhà Tổ nhưng không chúng mái với toà thượng điện, cũng như nhà Tổ vậy.

### Gác chuông
Gác chuông là một kiến trúc đơn giản kiểu 2 tầng 4 mái, tường xây bít đốc, 4 cột cái bằng gỗ chịu lực cho cả sản lầu và mái trên.
Cho đến nay, trừ gác chuông và khu vực vườn ao phía sau, các công trình kiến trúc cũng như tượng thờ ở chùa Cổ Loa đã được tu bổ trở nên chắc chắn, đẹp đẽ khang trang.

## Di vật

### 134 pho tượng
Chùa lưu giữ được những bức cốn tứ linh từ thế kỷ XIX và 134 pho tượng có giá trị nghệ thuật được bài trí ở chánh điện, hậu cung, hành lang và nhà Mẫu, được bố trí 7 lớp tượng, từ cao xuống thấp (từ trong ra ngoài) như sau:
- Tam thế: hiện đại, quá khứ, vị lai
- Di đà Tam Tôn: A di đà, Quan âm Bồ tát, Đại thế trí bồ tát
- Quan âm chuẩn đề, có 2 pho Thị giả đẩu
- Hoa nghiêm Tam thánh gồm Bồ tát và Kim Đồng, Ngọc nữ 2 bên
- Ngọc hoàng, 2 bên có Nam Tào, Bắc Đẩu
- Cửu Long, Thích ca sơ sinh và Đế Thiên, Đế Thích.
- Ngoài ra có 2 tượng phật ngồi tòa sen ở 2 bên.

Trong các pho tượng ở thượng điện thì tượng Di đà được tạo tác khá đẹp, kích thước lớn nhất: tượng ở tư thế ngồi 2 chân xếp bằng kiểu ngồi thiền, 2 bàn tay để lồng nhau trên lòng đùi theo thế ấn "tam muội", với vẻ mặt trầm ngâm, suy tư, mắt hơi nhắm, mũi dọc dừa, tai to chảy dài, cổ cao ba ngấn, tóc xoắn ốc, ngồi trên bệ cao 0,50m, tượng cao 1,5m. Đây là pho tượng được chế tác bằng gỗ mít, cũng như 3 pho Tam Thế, có đặc điểm phong cách nghệ thuật thế kỷ XVIII.
Cũng ở trong Phật điện, được thờ ở 2 bên là các tượng (từ trong ra ngoài, đặt đối xứng nhau).
- Quan Âm Nam Hải, Quan Âm Thị Kính
- Thổ địa, Địa Tạng
- 4 tượng Tứ Trấn (2 tượng 1 bên)
- Thập điện Diêm Vương (5 tượng 1 bên)

Tại Đại Bái, được bày đối xứng nhau là các pho:
- Đức Ông, Đức Thánh tăng
- Khuyến thiện, Trừng ác
- 8 pho Hộ pháp (mỗi bên 4 pho) – "Bát Bộ Kim cương".

Đây là các pho tượng thổ được tạo tác trong tư thế khá sinh động. Hai pho "Khuyến thiện" và "trừng ác" có độ cao tương đương nhau (2,5m), pho "trừng ác" được thể hiện ở tư thế ngồi trên lưng một con lân (trong như 1 con sư tử). Tay cầm long đao, mình mặc giáp phục, vẻ mặt dữ dằn. Pho "Khuyến thiện" thì được thể hiện có bộ mặt ngược lại: rất hiền từ, ngồi trên lưng con sấu, tay cầm "viên ngọc giáo hoá". (Thực ra lân, sư tử, nghê, sấu, long mã tuy hình dạng có biến đổi khác nhau nhưng thường mang một tính chất là vật linh, biểu hiện một sức mạnh của tầng trên, có trí tuệ và kiểm soát tâm hồn người hành hương, hỗ trợ phật pháp).
Tại hai dãy hành lang: có tất cả 24 pho tượng gồm: Thập bát tổ truyền đăng (18 pho), Tứ vị Bồ Tát và 2 tượng Thích ca viên tịch tức nhập Niết bàn và Tuyết Sơn. Các pho này đều là tượng thổ, được tạo tác khá sinh động, có niên đại cuối thế kỷ XIX mới được sửa và sơn thiếp lại vào năm 1997.
Tượng thờ ở nhà thờ Tổ, phía sau Thượng điện, được đặt ở 3 gian chính.
Ban thờ gian chính giữa thờ mẫu Liễu Hạnh - vị Thánh mẫu được thờ ở nhiều nơi theo tục thờ Mẫu ở nước ta, ngay cả trong các chùa làng.
Gian phía đông có ban thờ Đức thánh Trần (Trần Hưng Đạo) cũng là một nhân vật nổi tiếng trong lịch sử chống xâm lược của dân tộc ta thời Trần thường được thờ trong các nơi thờ Mẫu trong khoảng thế kỷ XVIII đến nay, với tư cách là một Thánh nhân.
Ban thờ ở gian phía tây đặt tượng thờ Sư tổ của chùa này cũng như các vị sư đã từng tu ở đây. Hàng năm, nhà chùa vẫn tổ chức lễ giỗ tổ vào ngày 5/10 âm lịch.
Các tượng thờ tại nhà Tổ – nhà mẫu nói chúng đều có kích thước nhỏ, dáng vẻ bình dị với lối tả cùng màu sắc đậm đà - màu xanh quê hương, rừng núi. Đây cũng là cách thể hiện tâm thức dân giã, thường thấy trong các điện thờ Mẫu.

### Các di vật khác
Chùa còn có 5 tấm bia đá từ thế kỉ XVII đến thế kỉ XIX, hai đại hồng chung đúc vào năm Gia Long thứ 2 (1803), một khánh đồng và nhiều pháp khí có giá trị khác.

## Thành tựu
Chùa đã được Bộ Văn hóa – Thông tin công nhận là Di tích lịch sử – văn hóa quốc gia năm 1993.